# Yizhou (Hechi)
Yizhou (en chino, 宜州区; pinyin, Yízhōu qū, en zhuang, Yizcouh Gih) es un distrito urbano bajo la administración directa de la Prefectura Hechi en la Región autónoma de Guangxi, República Popular China. Su área es de 3857 km² y su población total para 2020 superó los 550 mil habitantes.
El 9 de septiembre de 1993, el Consejo de Estado aprobó la abolición del condado Yishan (宜山县) y el establecimiento de la ciudad Yizhou (宜州市), y en 2016 la ciudad fue promovida a distrito.

## Administración
Desde octubre de 2022, el distrito autónomo de Yizhou se divide en 16 pueblos que se administran en 9 poblados, 5 villas y 2 villas étnicas.